# 警秘蛛
警秘蛛（学名：Aphantaulax seminigra）为平腹蛛科秘蛛属的动物。主要分布于欧洲、俄罗斯以及中国大陆的新疆等地，常栖息于石隙之间。该物种的模式产地在欧洲。